# Wallhausen (Helme)
Wallhausen település Németországban, azon belül Szász-Anhalt tartományban. Lakosainak száma 2371 fő (2023. december 31.). Wallhausen Sangerhausen és Südharz községekkel határos.

## Népesség
A település népességének változása:
| Lakosok száma | 2507 | 2503 | 2398 | 2406 | 2371 |
|               | 2017 | 2019 | 2021 | 2022 | 2023 |